# Карбаљо (Ла Коруња)
Карбаљо (шп. Carballo) град је у Шпанији у аутономној заједници Галисија у покрајини Коруња. Према процени из 2017. у граду је живело 31 256 становника.

## Становништво
Према процени, у граду је 2017. живело 31 256 становника.
| 2017.  |
| ------ |
| 31.256 |